# Sesbania
Sesbania is een geslacht uit de vlinderbloemenfamilie (Fabaceae). De soorten komen voor op het Amerikaanse continent en in Afrika, Azië, Australië en het Pacifisch gebied.

## Soorten
- Sesbania aculeata (Schreb.) Pers.
- Sesbania benthamiana Domin
- Sesbania brachycarpa F.Muell.
- Sesbania brevipeduncula J.B.Gillett
- Sesbania burbidgeae C.L.Gross
- Sesbania campylocarpa (Domin) N.T.Burb.
- Sesbania cannabina (Retz.) Poir.
- Sesbania chippendalei N.T.Burb.
- Sesbania cinerascens Welw. ex Baker
- Sesbania coccinea (L.f.) Poir.
- Sesbania coerulescens Harms
- Sesbania concolor J.B.Gillett
- Sesbania dalzielii E.Phillips & Hutch.
- Sesbania drummondii (Rydb.) Cory
- Sesbania dummeri E.Phillips & Hutch.
- Sesbania emerus (Aubl.) Urb.
- Sesbania erubescens (Benth.) N.T.Burb.
- Sesbania exasperata Kunth
- Sesbania formosa (F.Muell.) N.T.Burb.
- Sesbania goetzei Harms
- Sesbania grandiflora (L.) Poir.
- Sesbania greenwayi J.B.Gillett
- Sesbania herbacea (Mill.) McVaugh
- Sesbania hirtistyla J.B.Gillett
- Sesbania javanica Miq.
- Sesbania kapangensis Cronquist
- Sesbania keniensis J.B.Gillett
- Sesbania leptocarpa DC.
- Sesbania longifolia DC.
- Sesbania macowaniana Schinz
- Sesbania macrantha Welw. ex E.Phillips & Hutch.
- Sesbania macroptera Micheli
- Sesbania madagascariensis Du Puy & Labat
- Sesbania melanocaulis Bidgood & Friis
- Sesbania microphylla E.Phillips & Hutch.
- Sesbania mossambicensis Klotzsch
- Sesbania muelleri C.L.Gross
- Sesbania notialis J.B.Gillett
- Sesbania oligosperma Taub.
- Sesbania pachycarpa DC.
- Sesbania paucisemina J.B.Gillett
- Sesbania procumbens Wight & Arn.
- Sesbania punicea (Cav.) Benth.
- Sesbania quadrata J.B.Gillett
- Sesbania rogersii E.Phillips & Hutch.
- Sesbania rostrata Bremek. & Oberm.
- Sesbania sericea (Willd.) Link
- Sesbania sesban (L.) Merr.
- Sesbania simpliciuscula F.Muell. ex Benth.
- Sesbania somalensis J.B.Gillett
- Sesbania speciosa Taub. ex Engl.
- Sesbania sphaerocarpa Welw.
- Sesbania subalata J.B.Gillett
- Sesbania sudanica J.B.Gillett
- Sesbania tetraptera Hochst. ex Baker
- Sesbania tomentosa Hook. & Arn.
- Sesbania transvaalensis J.B.Gillett
- Sesbania uliginosa (Roxb.) G.Don
- Sesbania vesicaria (Jacq.) Elliott
- Sesbania virgata (Cav.) Poir.
- Sesbania wildemannii E.Phillips

... · 
Abrus · 
Acacia · 
Acosmium · 
Adenanthera · 
Adenocarpus · 
Adenodolichos · 
Adenopodia · 
Adesmis · 
Aenictophyton · 
Aeschynomene · 
Afzelia · 
Aganope · 
Albizia · 
Alhagi · 
Alysicarpus · 
Amblygonocarpus · 
Amherstia · 
Andira · 
Angylocalyx · 
Aotus · 
Anthyllis · 
Arachis · 
Archidendropsis · 
Aspalathus · 
Astragalus (hokjespeul) · 
Austrosteenisia · 
Baphia · 
Bauhinia · 
Brachystegia · 
Bolusafra · 
Butea · 
Caesalpinia · 
Cajanus · 
Calicotome · 
Carmichaelia · 
Carrissoa · 
Cassia · 
Castanospermum · 
Ceratonia · 
Chamaecytisus · 
Cicer · 
Clianthus · 
Clitoria · 
Cordyla · 
Coronilla · 
Crotalaria · 
Cyamopsis · 
Cyclopia (honingbos) · 
Cytisus · 
Dalbergia · 
Daviesia · 
Delonix · 
Derris · 
Dialium · 
Dicraeopetalum · 
Dichrostachys · 
Dipteryx · 
Enterolobium · 
Eperua · 
Erythrina (koraalboom) · 
Erythrophleum · 
Faidherbia · 
Genista (heidebrem) · 
Glycine · 
Glycyrrhiza · 
Hardenbergia · 
Hovea · 
Indigofera · 
Inga · 
Lathyrus · 
Lens · 
Lonchocarpus · 
Lotus (rolklaver) · 
Lupinus (lupine) · 
Macrotyloma · 
Medicago (rupsklaver) · 
Melilotus (honingklaver) · 
Mimosa · 
Mora · 
Myroxylon · 
Newtonia · 
Onobrychis · 
Ononis (stalkruid) · 
Ormosia · 
Ougeinia · 
Pachyrhizus · 
Parkia · 
Parkinsonia · 
Parochetus · 
Pericopsis · 
Phaseolus · 
Physostigma · 
Pisum (erwt) · 
Prosopis · 
Psophocarpus · 
Psoralea · 
Pterocarpus · 
Pueraria · 
Racosperma · 
Robinia · 
Rothia · 
Securigera · 
Senegalia · 
Senna · 
Serianthes · 
Sesbania · 
Sophora · 
Spartium · 
Sphenostylis · 
Streblorrhiza · 
Strongylodon · 
Stylosanthes · 
Styphnolobium · 
Swainsona · 
Tamarindus · 
Tephrosia · 
Teramnus · 
Tetragonolobus · 
Tetrapleura · 
Trifolium (klaver) · 
Trigonella (hoornklaver) · 
Ulex · 
Uraria · 
Vachellia · 
Vicia (wikke) · 
Vigna · 
Viminaria · 
Virgilia · 
Wisteria (blauweregen) · 
Zornia · 
Zygocarpum · 
...